# Толедські таблиці

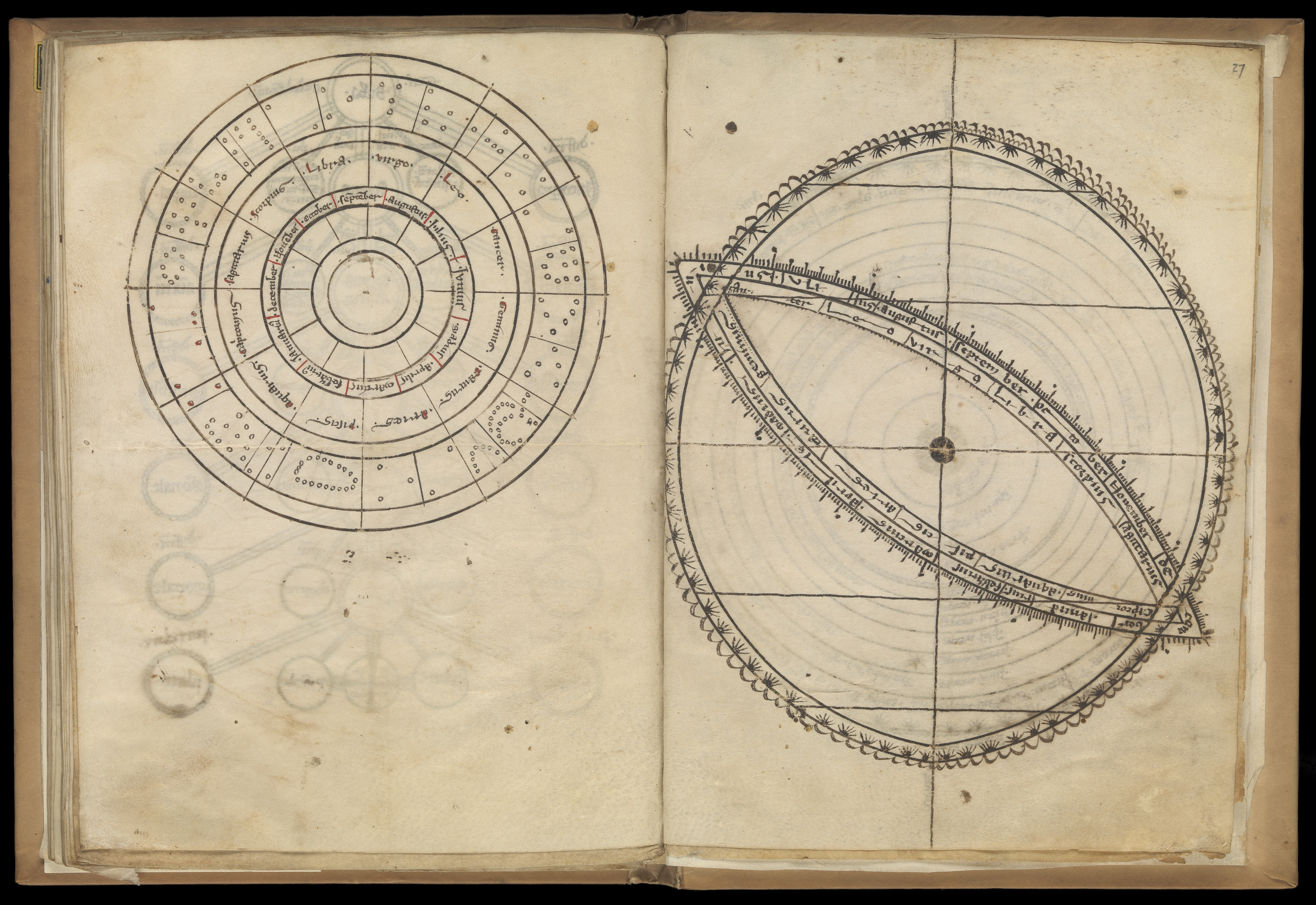
«Канони» є перекладом діаграми з Толедських таблиць Герард Кремоненський

Толедські таблиці — астрономічні таблиці XI століття, складені в Толедо в Аль-Андалусі (мусульманській Іспанії), які використовувалися для передбачення руху Сонця, Місяця та планет відносно нерухомих зір. Це зібрання математичних таблиць описувало різні аспекти космосу, включно з передбаченням календарних дат, часу космічних подій і руху небесних тіл.

## Витоки
Толедські таблиці були завершені приблизно в 1080 році групою арабських астрономів у Толедо. Вони виникли на основі давніших арабських таблиць, створених в іншому місці і скоригованих, щоб відповідати географічним координатам Толедо. Толедські таблиці були частково засновані на роботі Аль-Заркалі, арабського математика, астронома, виробника астрономічних приладів і астролога, який жив у Толедо. Решта членів команди, яка працювала над таблицями, окрім Аль-Заркалі, залишились невідомими.
Толедо потрапив під владу християнської Іспанії в середині 1080-х років, незабаром після того, як таблиці були завершені. Століттям пізніше в Толедо перекладач з арабської на латинську Герард Кремоненський (1114—1187) переклав Толедські таблиці латиною, і вони стали найточнішими астрономічними таблицями в тогочасній католицькій Європі. Це зібрання таблиць створене під сильним впливом робіт давніших астрономів, таких як Птолемей та Аль-Баттані. Від більш ранніх джерел Толедські таблиці, зокрема, відрізняються іншими параметрами середнього руху небесних тіл. Зокрема, вони використовують зоряні координати, натомість як у таблицях Птолемея застосовано тропічні координати. У середині XIII століття Джованні Кампано на основі Толедських таблиць побудував таблиці для меридіана Новари.
Оригінальна арабська версія Толедських таблиць втрачена, але збереглось понад сто версій латинського перекладу. У 1330-х роках на Кіпрі на основі латинського перекладу був створений грецький переклад Толедських таблиць, — ймовірно, його автором був грек-кіпріот Георгій Лапіт.
У розрахунках в Толедських таблицях є чимала кількість помилок. Толедські таблиці майже повністю є зібранням копій інших таблиць, тому численні помилки й розбіжності в першу чергу вважають помилками копіювання.

## Історичне використання
У 1270-х роках на основі Толедських таблиць були створені Альфонсові таблиці, які також були укладені в Толедо й написані іспанською та латинською мовами. Нащадки Толедських таблиць, покращені деякими виправленнями, були найвживанішими астрономічними таблицями в астрономії католицької Європи пізнього середньовіччя. Хоча укладачі таблиць припускали, що Земля нерухома й перебуває у центрі Всесвіту, Коперник успішно використав дані з цих таблиць, розробляючи свою геліоцентричну модель.
Важливою характеристикою деяких Толедських таблиць є те, що вони перераховували положення планет кожні пів градуса, що робило ці таблиці вдвічі довшими за інші, які розглядали лише повні градуси.
Толедські таблиці були організовані за такими категоріями:
- Хронологія епох
- Тригонометрія та сферична астрономія
- Середні рухи Сонця, Місяця і планет
- Планетарні широти
- Затемнення
- Астрологія